# Trebatice
Trebatice est un village de Slovaquie situé dans la région de Trnava.

## Histoire
La première mention écrite du village date de 1113.
Présence dans le village d'une église catholique dédiée à Saint Étienne de 1851.

## Démographie

### Évolution de la population
| Année:               | 1994. | 2004.   | 2014.    | 2024.   |
| -------------------- | ----- | ------- | -------- | ------- |
| Nombre de personnes: | 1218  | 1237    | 1369     | 1352    |
| Différence:          |       | +1,55 % | +10,67 % | -1,24 % |

| Année:               | 2023. | 2024.   |
| -------------------- | ----- | ------- |
| Nombre de personnes: | 1338  | 1352    |
| Différence:          |       | +1,04 % |